# 赫爾多伊縣
赫爾多伊縣（Hardoi district）是印度北方邦的一個縣，位於該國北部，面積5,947平方公里，2011年人口4,092,845，人口密度為每平方公里571人。
27°25′N 80°15′E / 27.417°N 80.250°E